# Nam-myeon, Yeongwol-gun
Nam-myeon (koreanska: 남면)  är en socken i Sydkorea. Den ligger i kommunen Yeongwol-gun i provinsen Gangwon, i den centrala delen av landet, 130 km sydost om huvudstaden Seoul.